# 细莪术
细莪术（学名：Curcuma exigua），一种分布于中国四川省西南部地区的多年生草本植物，属于姜科姜黄属，在中国被列为国家二级重点保护野生植物。

## 形态特征
细莪术植株高40-80厘米，根状茎多分枝，内部黄，肉质；根生块茎。叶鞘苍绿色；叶柄5-8厘米；叶片绿色具紫色，窄带红色，披针形到宽，约20×5－7厘米，无毛，基部楔形，先端尾状。花序顶生在假茎上；花序梗约3.6厘米；穗状花序圆筒状，约9×2.5厘米；能育的苞片卵形椭圆形；种缨苞片白色具紫色先端，长圆形，约4.2×1厘米，无毛。花萼约1.3厘米，先端2齿。花冠浅紫色；筒部约1.4厘米，在喉部具长柔毛；裂片黄色，椭圆形，约1.5厘米。侧生退化雄蕊黄，倒卵形，约1厘米×5毫米。唇瓣近圆形，约1.2×1.1厘米，先端黄色具有深深地染色中心，微缺。子房具柔毛。蒴果近球形。花期8月－10月。